# 中国製品ボイコット

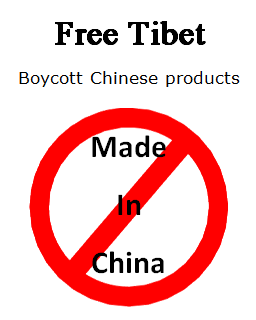
チベット解放を謳う典型的な中国製品ボイコットのロゴ

中国製品ボイコット（ちゅうごくせいひんボイコット）では、世界各国で行われている中国製の製品に対するボイコットについて述べる。インターネットキャンペーンの一環であり、動機としては、中国の低品質製品や、他国との領土紛争（とそれを支援する中国の組織）、犬食文化に抗議することなどが挙げられる。特にインド・フィリピン・ベトナムで活動が顕著で、国内だけでなく中国でも同様の活動を行われている。しかし、全ての中国製品をボイコットするのは至難の業である（中国製品が世界中で流通しているため）。

## 原因
中華人民共和国は世界最大の人口、世界第4位の面積を有し、数多の国家と国境を接する。歴史からも判断できるように、中華王朝は近隣諸国と領土を巡って度々争ってきた。歴代の皇帝の中には、武力で領土拡大を目論む者もおり、これが今日の領土紛争の火種となっている。現在の国境に不満を持つ者は周辺国に多く、それらの人々が中国製品のボイコットを呼び掛けている。
WW2後の1949年、内乱を制した中国共産党が中国における支配権を握った。1980年代から中国は経済発展を第一の目標として推し進め、中国企業は市場の需要に応じて自らの製品を改良してきたが、その品質は高いとは言えないままである。
人口爆発も低品質製品や模造品製造の一因である。大多数の企業は、需要に合った製品を作るための原料を調達できず、その代わりに粗悪な原料で模造品を製造している（例としてスターバックス、ハイアット、Apple等、大企業の模造品や模倣が挙げられる）。時には、ブランドそのものや店舗を丸ごとコピーしてしまうこともある。
2008年のメラミン入りミルク事件は中国産食品の衛生管理の象徴的事件とされ、これが発端となって中国に於ける国産ミルクの信用は失墜した。

## 事例

### インド
インドとチベットでは中国の国境侵出を理由にボイコット参加を呼び掛けている。RSSの指導者・モハン・バグワットはこう述べている。
我々は中国製品を敬遠し、中国に立ち向かうことを宣言する。新インド政府は中国に対し反抗的な立場であるが、我々が中国製品をボイコットせずにどうやって中国に威勢を張れるであろうか？
インドでは既に数多くの商店が中国製品のボイコットを始めている。

### フィリピン
フィリピンでは異なった団体が全国的に中国製品ボイコットを展開していた。ジョーイ・スカシーダは、2012年のスカボロー礁を巡る中国とフィリピンの紛争に際し、フィリピン人によるボイコットの援助を行った。

### ベトナム

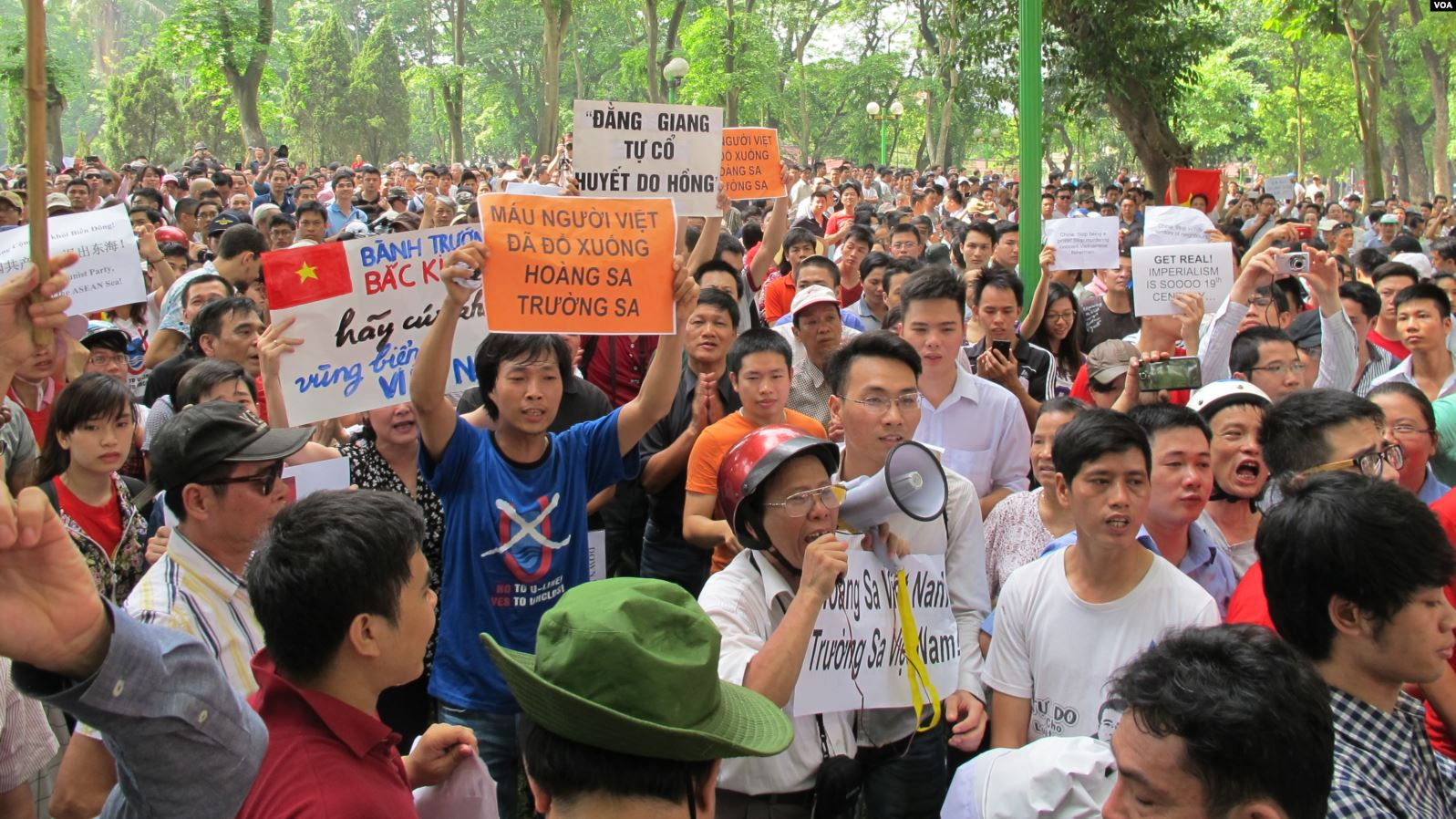
海洋石油981（石油リグ）を巡る紛争に抗議するベトナム人たち

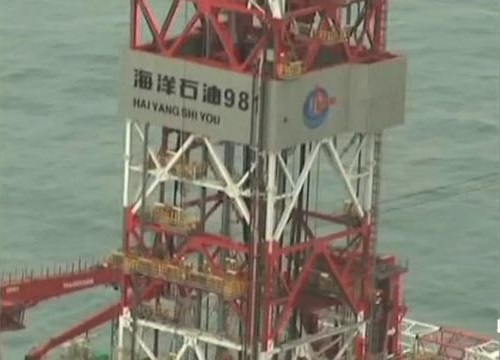
海洋石油981（石油リグ）

ベトナムでは、中国との南シナ海を巡る争いのうち、特に海洋石油981（石油リグ）を巡る争いが発端となって中国製品のボイコットが行われた。ベトナム製品を使うことはベトナムと中国の対立のなかで愛国心を示すのに効果的な方法であった。

### チベット
ダライ・ラマの兄弟であるThupten Norbuは、チベット独立運動の一環として中国製品ボイコットを呼び掛けた。彼は声明を発表し、その内容は以下の通りである。
私はこのボイコットを通して、世界中の親切な方々から支援を得ることができ、最終的には中国政府に対して、チベットの独立とチベット人の権利を尊重させることができる、と確信しております。（…中略…）チベットの皆さんに呼び掛けます、私達の国が純粋かつ神聖に自由を獲得できるよう、ボイコットに参加してください。
人々は中国の低品質・危険な製品を理由に中国製品ボイコットを呼び掛けた。